# Доманек (Ораховац)
Доманек је насеље у општини Ораховац, Косово и Метохија, Република Србија.

## Становништво
| Демографија | Демографија | Демографија |
| Година      | Становника  | Становника  |
| ----------- | ----------- | ----------- |
| 1948.       | 330         |             |
| 1953.       | 268         |             |
| 1961.       | 308         |             |
| 1971.       | 437         |             |
| 1981.       | 632         |             |
| 1991.       | 899         |             |